# Мілан Руфус
Мілан Руфус (словац. Milan Rúfus; 10 грудня 1928, Заважна Поруба, Ліптовский Мікулаш — 11 січня 2009, Братислава) — словацький поет, перекладач, есеїст.

## Біографія
Народився в сім'ї муляра. Закінчив філософський факультет Братиславського університету, з 1952 викладав на цьому факультеті. У 1966-1970 читав лекції в Неапольському університеті. Від 1990 і до своєї смерті у 2009 жив на пенсії в Братиславі. Автор книг для дітей, перекладач Лермонтова, Єсеніна, Ібсена.

## Твори

### Вірші
- 1956 — Až dozrieme
- 1966 — Chlapec
- 1968 — Zvony
- 1969 — Ľudia v horách
- 1972 — Stôl chudobných
- 1972 — Kolíska
- 1973 — Hľadanie obrazu
- 1974 — Chlapec maľuje dúhu
- 1974 — Kolíska spieva deťom
- 1977 — Hudba tvarov
- 1978 — Hora
- 1982 — Óda na radosť
- 1987 — Prísny chlieb
- 1992 — Neskorý autoportrét
- 1996 — Čítanie z údelu
- 1997 — Žalmy o nevinnej
- 1998 — Vážka
- 2000 — Jednoduchá až po korienky vlasov
- 2001 — Čas plachých otázok
- 2003 — Čakanka
- 2005 — Báseň a čas
- 2007 — Vernosť

## Есе
- 1968 — Človek, čas a tvorba
- 1969 — Štyri epištoly k ľuďom
- 1974 — O literatúre
- 1978 — A čo je báseň
- 1996 — Epištoly staré a nové
- 1998 — Rozhovory so sebou a s tebou

## Визнання
Лауреат багатьох національних премій, серед яких — премія Міністерства культури за книгу віршів «Поет і час» (2005). У 1991 висувався кандидатом на Нобелівську премію. Твори перекладені багатьма мовами світу, включаючи китайську.

## Нагороди
- Нагороджений Хрестом Прібіни I класу (2009).